# Festival di Cannes 2007
La 60ª edizione del Festival di Cannes si è svolta a Cannes dal 16 al 27 maggio 2007.
Il festival si è aperto con la proiezione di Un bacio romantico - My Blueberry Nights di Wong Kar-wai, presidente della giuria dell'edizione precedente, e si è chiuso con quella di L'età barbarica di Denys Arcand. La madrina della manifestazione è stata l'attrice tedesca Diane Kruger.
La giuria presieduta dal regista britannico Stephen Frears ha assegnato la Palma d'oro per il miglior film a 4 mesi, 3 settimane, 2 giorni di Cristian Mungiu.
Per festeggiare i sessant'anni del festival è stato realizzato il film collettivo Chacun son cinéma.

## Selezione ufficiale

### Concorso
- Ai confini del paradiso (Auf der anderen seite), regia di Fatih Akın (Germania/Turchia)
- Une vieille maîtresse, regia di Catherine Breillat (Francia)
- Non è un paese per vecchi (No Country for Old Men), regia di Ethan Coen e Joel Coen (USA)
- Zodiac, regia di David Fincher (USA)
- I padroni della notte (We Own the Night), regia di James Gray (USA)
- Les chansons d'amour, regia di Christophe Honoré (Francia)
- Mogari No Mori, regia di Naomi Kawase (Giappone)
- Soffio (Soom), regia di Kim Ki-duk (Corea del Sud)
- Promettilo! (Zavet), regia di Emir Kusturica (Francia)
- Secret Sunshine (Milyang), regia di Lee Chang-dong (Corea del Sud)
- 4 mesi, 3 settimane, 2 giorni (4 luni, 3 săptămâni şi 2 zile), regia di Cristian Mungiu (Romania)
- Tehilim, regia di Raphaël Nadjari (Francia/Israele)
- Luz Silenciosa, regia di Carlos Reygadas (Messico/Francia)
- Persepolis, regia di Marjane Satrapi e Vincent Paronnaud (Francia)
- Lo scafandro e la farfalla (Le scaphandre et le papillon), regia di Julian Schnabel (Francia/USA)
- Import/Export, regia di Ulrich Seidl (Austria)
- Alexandra, regia di Aleksandr Sokurov (Russia)
- Grindhouse - A prova di morte (Grindhouse - Death Proof), regia di Quentin Tarantino (USA)
- The Man from London, regia di Béla Tarr (Francia/Germania/Ungheria/Gran Bretagna)
- Paranoid Park, regia di Gus Van Sant (Francia/USA)
- Un bacio romantico - My Blueberry Nights (My Blueberry Nights), regia di Wong Kar-wai (Francia/Hong Kong)
- Izgnanie, regia di Andrej Zvjagincev (Russia)

### Fuori concorso
- L'età barbarica (L'age des tenebres), regia di Denys Arcand (Canada)
- Boarding Gate, regia di Olivier Assayas (USA)
- Chacun son cinéma, regia di autori vari (Francia)
- Go Go Tales, regia di Abel Ferrara (USA)
- Sicko, regia di Michael Moore (USA)
- U2 3D, regia di Catherine Owens e Mark Pellington (USA)
- Ocean's Thirteen, regia di Steven Soderbergh (USA)
- Triangle, regia di Johnnie To, Ringo Lam, Tsui Hark (Hong Kong)
- A Mighty Heart - Un cuore grande (A Mighty Heart), regia di Michael Winterbottom (USA)

### Proiezioni speciali
- Boxes, regia di Jane Birkin (Francia)
- Cartouches gauloises, regia di Mehdi Charef (Francia)
- The 11th Hour - L'undicesima ora (The 11th Hour), regia di Leila Conners Petersen e Nadia Conners (USA)
- Young Yakuza, regia di Jean-Pierre Limosin (Francia/USA)
- Rebellion: The Litvinenko Case, regia di Andrej Nekrasov (Russia)
- The War, regia di Lynn Novick e Ken Burns (USA)
- Centochiodi, regia di Ermanno Olmi (Italia)
- Retour en Normandie, regia di Nicolas Philibert (Francia)
- Roman de gare, regia di Hervé Picard (Francia)
- Ulzhan, regia di Volker Schlöndorff (Francia/Germania/Kazakistan)
- He Fengming, regia di Wang Bing (Cina)

### Un Certain Regard
- You, the Living (Du levande), regia di Roy Andersson (Svezia/Germania/Francia/Danimarca/Norvegia)
- Actrices, regia di Valeria Bruni Tedeschi (Francia)
- Le rêve de la nuit d'avant, regia di Valeria Bruni Tedeschi (Francia)
- Santa Fe Street, regia di Carmen Castillo (Cile/Francia/Belgio)
- El baño del Papa, regia di César Charlone e Enrique Fernández (Uruguay)
- Munyurangabo, regia di Lee Isaac Chung (Ruanda)[1]
- Et toi t'es sur qui?, regia di Lola Doillon (Francia)
- La banda (Bikur Hatizmoret), regia di Eran Kolirin (Israele)
- Mister Lonely, regia di Harmony Korine (Gran Bretagna/Francia)
- Magnus, regia di Kadri Kõusaar (Estonia/Gran Bretagna)
- Mang shan, regia di Yang Li (Cina)
- Mio fratello è figlio unico, regia di Daniele Luchetti (Italia/Francia)
- California Dreamin', regia di Cristian Nemescu (Romania)
- La soledad, regia di Jaime Rosales (Spagna)
- L'avvocato del terrore (L'avocat de la terreur), regia di Barbet Schroeder (Francia)
- Naissance des pieuvres (titolo temporaneo Les Pieuvres), regia di Céline Sciamma (Francia)
- Am Ende Kommen Touristen, regia di Robert Thalheim (Germania)
- Kuaile gongchang, regia di Ekachai Uekrongtham (Thailandia)

## Settimana internazionale della critica

### Lungometraggi
- A via lactea, regia di Lina Chamie (Brasile)
- Párpados azules, regia di Ernesto Contreras (Messico)
- Meduse (Meduzot), regia di Etgar Keret e Shira Geffen (Israele/Francia)
- Nos retrouvailles, regia di David Oelhoffen (Francia)
- XXY, regia di Lucía Puenzo (Argentina)
- Voleurs de chevaux, regia di Micha Wald (Belgio/Francia)
- Funuke domo, kanashimi no ai wo misero, regia di Daihachi Yoshida (Giappone)

### Proiezioni speciali
- Ezra, regia di Newton I. Aduaka (Francia/Nigeria) - proiezione in collaborazione con RFI
- The Orphanage (El Orfanato), regia di Juan Antonio Bayona (Messico/Spagna)
- Deficit, regia di Gael García Bernal (Messico) - Bernal ambasciatore della 46ª Settimana internazionale della critica
- Malos hábitos, regia di Simón Bross (Messico)
- Yo, regia di Rafa Cortés (Spagna) - rivelazione dell'anno FIPRESCI
- El asaltante, regia di Pablo Fendrik (Argentina) - apertura
- À l'intérieur, regia di Julien Maury e Alexandre Bustillo (Francia)
- Héros, regia di Bruno Merle (Francia) - chiusura
- Parcheggio scaduto, regia di Cecilia Miniucchi (USA)
- The Mosquito Problem and Other Stories, regia di Andrey Paounov (Bulgaria/USA/Germania)

## Quinzaine des Réalisateurs
- Garage, regia di Leonard Abrahamson (Irlanda)
- La influencia, regia di Pedro Aguilera (Spagna/Messico)
- O estado do mundo, regia di Chantal Akerman, Apichatpong Weerasethakul, Vicente Ferraz, Ayisha Abraham, Wang Bing e Pedro Costa (Portogallo)
- Smiley Face, regia di Gregg Araki (USA)
- Un homme perdu, regia di Danielle Arbid (Libano/Francia)
- Chop Shop, regia di Ramin Bahrani (USA)
- Elle s'appelle Sabine, regia di Sandrine Bonnaire (Francia)
- Gegenüber, regia di Jan Bonny (Germania)
- La France, regia di Serge Bozon (Francia)
- Control, regia di Anton Corbijn (Gran Bretagna/Australia)
- Zoo, regia di Robinson Devor (USA)
- Tout est pardonné, regia di Mia Hansen-Løve (Francia)
- Savage Grace, regia di Tom Kalin (Spagna/USA)
- Yumurta, regia di Semih Kaplanoğlu (Turchia/Grecia)
- La question humaine, regia di Nicolas Klotz (Francia)
- Mutum, regia di Sandra Kogut (Brasile/Francia)
- Caramel, regia di Nadine Labaki (Francia)
- Dai Nipponjin, regia di Hitoshi Matsumoto (Giappone)
- Foster Child, regia di Brillante Mendoza (Filippine)
- Après lui, regia di Gaël Morel (Francia)
- Avant que j'oublie, regia di Jacques Nolot (Francia)
- Ploy, regia di Pen-Ek Ratanaruang (Thailandia)
- PVC-1, regia di Spiros Stathoulopoulos (Colombia)

## Giurie

### Concorso
- Stephen Frears, regista (Gran Bretagna) - presidente
- Marco Bellocchio, regista (Italia)
- Maggie Cheung, attrice (Hong Kong)
- Toni Collette, attrice (Australia)
- Maria de Medeiros, attrice (Portogallo)
- Orhan Pamuk, scrittore premio Nobel (Turchia)
- Michel Piccoli, attore e regista (Francia)
- Sarah Polley, attrice e regista (Canada)
- Abderrahmane Sissako, regista (Mauritania)

### Cinéfondation e cortometraggi
- Jia Zhangke, regista (Cina)
- Niki Karimi, attrice e regista (Iran)
- Deborah Nadoolman, costumista (USA)
- Jean-Marie Le Clézio, scrittore (Francia)
- Dominik Moll, regista (Francia)

### Un Certain Regard
- Pascale Ferran, regista (Francia) - presidente
- Kent Jones, scrittore (USA)
- Cristi Puiu, regista (Romania)
- Bian Qin (Cina)
- Jasmine Trinca, attrice (Italia)

### Camera d'or
- Pavel Lounguine, regista e scrittore (Russia)
- Renato Berta, direttore della fotografia (Svizzera)
- Julie Bertucelli, regista (Francia)
- Clotilde Courau, attrice (Francia)

## Palmarès
- Palma d'oro: 4 mesi, 3 settimane, 2 giorni (4 luni, 3 săptămâni şi 2 zile), regia di Cristian Mungiu (Romania)
- Grand Prix Speciale della Giuria: Mogari No Mori, regia di Naomi Kawase (Giappone)
- Premio speciale del 60º anniversario: Gus Van Sant - Paranoid Park (USA)
- Prix de la mise en scène: Julian Schnabel - Lo scafandro e la farfalla (Le scaphandre et le papillon) (Francia/USA)
- Prix du scénario: Fatih Akın - Ai confini del paradiso (Auf der anderen seite), regia di Fatih Akın (Germania/Turchia)
- Prix d'interprétation féminine: Jeon Do-yeon - Secret Sunshine (Milyang), regia di Lee Chang-dong (Corea del Sud)
- Prix d'interprétation masculine: Konstantin Lavronenko - Izgnanie, regia di Andrej Zvjagincev (Russia)
- Premio della giuria: Persepolis, regia di Marjane Satrapi e Vincent Paronnaud (Francia) ex aequo Luz Silenciosa di Carlos Reygadas (Messico/Francia)
- Caméra d'or: Meduse (Meduzot), regia di Etgar Keret e Shira Geffen (Israele/Francia)
- Premio Un Certain Regard: California Dreamin', regia di Cristian Nemescu (Romania)
- Premio speciale della Giuria Un Certain Regard: Actrices, regia di Valeria Bruni Tedeschi (Francia)
- Colpo di fulmine della Giuria Un Certain Regard: La banda (Bikur Hatizmoret), regia di Eran Kolirin (Israele)
- Premio Quinzaine des Réalisateurs: Control, regia di Anton Corbijn (Gran Bretagna/Australia)
- Premio Settimana internazionale della critica: XXY, regia di Lucía Puenzo (Argentina)
- Premio Fipresci:
  - 4 mesi, 3 settimane e 2 giorni (4 luni, 3 săptămâni şi 2 zile), regia di Cristian Mungiu (Romania)
  - La banda (Bikur Hatizmoret), regia di Eran Kolirin (Israele)
  - Elle s'appelle Sabine, regia di Sandrine Bonnaire (Francia)

## Giudizi della stampa italiana
I giudizi sulla 60ª edizione del Festival di Cannes sono stati generalmente positivi.
Secondo Paolo Mereghetti (Corriere della Sera) «un palmarès decisamente condivisibile suggella un'edizione di alto, se non di altissimo livello. Le promesse della vigilia sono state quasi tutte confermate».
Emanuela Martini (del settimanale FilmTv) ha scritto: «Affollato, troppo rimbombante e troppo pieno, con percorsi impossibili da incrociare e inseguire, inevitabilmente autocelebrativo, ma all'altezza delle aspettative: il 60° è stato un bel festival, dove la magniloquenza non ha offuscato la qualità medio-alta dei film presentati in tutte le sezioni», «un concorso complessivamente alto, anche se magari senza particolari sorprese. L'unica scoperta, il film del rumeno Mungiu, ha conquistato la Palma d'oro, e la meritava».
Per Roberta Ronconi (Liberazione) si è trattato di «un festival bellissimo, di quelli che ti fanno credere che il cinema è vivo e anche - miracolosamente - incazzato».
Discordante l'opinione di Roberto Silvestri (Il manifesto) che, pur riconoscendo che il Festival di Cannes è la «più riuscita manifestazione promozionale cinematografica europea per presenze di film e addetti ai lavori, giro di affari, fascino mondano, progettualità globale (...) e fanatismo popolare», ha definito il palmarès «autoglorificante e sciovinista» e i premi quasi tutti sbagliati.
Per Cinemavvenire.it è stata «una delle edizioni cannensi più "piene", ricche, gravide di opere di qualità degli ultimi anni. (...) Doveva essere un evento e lo è stato fino in fondo; anzi di più, essendo già Cannes di per sé qualcosa di ben al di sopra della norma, l'edizione 2007 la si può considerare come una sorta di über-evento, con tutto ciò che l'assurzione a tale status comporta, nel bene come nel male. E dunque, all'invidiabile sfoggio di grandeur mondano ha fatto da contraltare una selezione di pellicole letteralmente impressionante», per Off-screen «un'edizione lussureggiante nella confezione e preziosa nei contenuti».